# 揚子江協定
揚子江協定（ようすこうきょうてい、英語: Yangtze Agreement）は、1900年10月16日に結ばれたイギリスとドイツ帝国の間の合意である。
1899年に清国で起った北清事変（義和団の乱）に際し、清国内での自国の権益確保のために出兵した列強のうち、イギリスとドイツが相互にかわした協定で、単に英独協定（えいどくきょうてい、英語: Anglo-German Agreement）、英独協商（えいどくきょうしょう）と呼ばれることも多い。
イギリス首相のソールズベリー卿と駐英ドイツ大使のパウル・フォン・ハッツフェルト伯爵によって調印。清国の領土保全、つまり清国を列強が自らの勢力範囲に分割することに反対する宣言が両国によって発せられた。

## 前史
ロシア帝国は、1898年3月、清国との間で旅順・大連租借に関する露清条約を結んで遼東半島先端部を占有し、これにより中国北部での軍事的優位を確立していた。これについて各地で「グレート・ゲーム」と呼ばれるロシアとの抗争をつづけていたイギリスの植民地大臣、ジョゼフ・チェンバレンは、みずからの地盤のバーミンガムにおいて「悪魔（ロシア）と食卓を共にする者には長いスプーンが必要です。イギリスがこれまでのような孤立主義をとっていたら、我々の中国内における利益は考慮されることなく、中国の命運は決定されていくことになるでしょう」と演説した。すなわち、従来の「栄光ある孤立」の政策を捨て、中国分割において利害関係が最も近い強国との間で同盟を結ぶことを示唆したのである。タイやインドシナ半島、北アフリカでイギリスと対立するフランスはロシアの同盟国なので除外され、アメリカ合衆国はイギリス同様に海軍力に依存しているのでロシアに対抗する国とはなりえない。提携相手は相応の陸軍力を持った国でなければならなかった。チェンバレン、イギリス枢密院議長のデヴォンシャー公爵、および第一大蔵卿のアーサー・バルフォアはその同盟相手としてドイツと日本の名を挙げた。
イギリスは、全植民地世界においてドイツとの間の権益の調整を行い、清国におけるドイツの利権を支持する用意があった。ドイツにあっても、強力な海軍を有しない限りは海外進出に関してはイギリスとの協調に頼らなければならない場面が多い。しかし、一方でドイツ帝国は東西をロシアとフランスに国境を接する立地条件からは露仏同盟の圧力を緩め、一方では陸続きの近東地域への進出を図ろうとしている事情からは、ロシアの関心が東アジアに向けられるのは、歓迎すべきことであった。 ドイツ皇帝のヴィルヘルム2世は、ロシア皇帝ニコライ2世の中国進出について賛同し、これを大いに激励するのであった。

## 締結とその後の経緯
義和団の乱において大規模な兵力を提供したロシア帝国が、八カ国連合軍の指揮官の地位を得ようとして、一時、露独間に対立が生じたことがあった。それを機に、英独連携の協議が進み、1900年10月、事変の戦闘停止以後、門戸開放の理念にしたがって揚子江協定（英独協定）が調印された。主要国のほぼすべてが少なくとも表面上はこれを支持した。その方針は中国市場での機会均等を含んでおり、ドイツ帝国は、中国分割がドイツの通商行為を全中国ではなく、より小規模な市場での取引に制限してしまうため、清国の領土保全を支持した。この協定によってイギリスの長江（揚子江）下流域での権益尊重が確認されたため、この名がある。それは、清国の領土保全とともに英独の影響下にある地域での貿易の自由を相互に約束するものであった。
第4次伊藤内閣の外相加藤高明は、この協定に日本も加わることを表明した。ドイツの駐英代理大使エッカルトシュタインは日本の林董駐英公使に対し、日本も含めて日・英・独の三国同盟案を示唆し、それによってドイツに対して揚子江協定よりも拘束力の弱い英独同盟の実現を図った。ドイツとしては東アジアにおける勢力均衡を図るねらいもあった。山縣有朋もドイツの三国同盟提案には賛成で、伊藤博文宛ての意見書『東洋同盟論』においてその旨を記している。これがもし実現すれば、日本の東アジアにおける立場は格段に強くなるはずであったが、それを強力に推進できるほど国内の政情は安定していなかった。
義和団の乱を好機として全満州をほぼ占領し、そこに軍政を布いたロシアは、1900年11月、現地軍との間で密約（満洲に関する露清協定）を結んだ。この密約はやがて列強の知るところとなり、英・独・日、そしてアメリカ合衆国の諸国は一致してこれに反対した。しかし、イギリスが揚子江協定にもとづいて、ドイツに対してロシアの満洲占領に共同で抗議することを提案した際、ドイツ宰相ベルンハルト・フォン・ビューローはロシアとの対立を避け、同協定は満洲を対象外とするという見解を、1901年早々のドイツ帝国議会で示した。そのため、これによってロシアの満洲侵攻の手をゆるめさせようとする日・英の意図は奏功せず、イギリスの東アジアにおける同盟相手としては日本帝国が浮上した。これはやがて1902年の日英同盟につながっていくが、日本は日本で「満韓交換論」を骨子として日露協商の実現を図ろうとする可能性を断念してはいなかった。1901年にあっては、日・英・独の三国同盟構想がドイツの駐英代理大使エッカルトシュタインとイギリスのチェンバレン植民地大臣の発意によって再び持ち上がったが、ソールズベリー首相は局地的な協定をドイツと結ぶことはすでに遅きに失したとの判断を示し、取り合わなかった。歴史の可能性としては、英独同盟、英独墺同盟、日英独同盟もありえたが、これらはいずれも実現しなかったのである。